# Santuario della Beata Maria Vergine del Pilone
Il santuario della Beata Maria Vergine del Pilone, a Moretta, venne edificato tra il 1685 e il 1691 in stile barocco piemontese.

## Storia
Secondo le cronache, il 23 luglio 1684 si ebbe l'inizio di una miracolosa oscillazione di un pilone votivo dedicato alla Madonna, proseguita per diversi giorni. Questo evento richiamò in breve un gran numero di fedeli ed il 7 agosto si tenne la prima messa sotto un tendone sistemato nei pressi del Pilone. Venne velocemente eretta una cappella che potesse contenere il Pilone, ma la costruzione era totalmente inadatta a contenere la massa dei fedeli che accorreva in quel luogo; si decise quindi di edificare l'attuale santuario, con pianta a tre navate, intorno alla cappella costruita precedentemente. La costruzione venne affidata all'architetto Gian Francesco Baroncelli.